# Plecopterodes pulcra
Plecopterodes pulcra là một loài bướm đêm trong họ Noctuidae.